# Isla Zuqar
Isla Zuqar (en árabe: جزيرة زق; Ǧazīra Zuqar) es una isla yemení localizada en el mar Rojo, entre las costas de Yemen y Eritrea cerca del estrecho Bab el-Mandeb que comunica el mar Rojo con el golfo de Adén, a su vez dependencia del océano Índico.
A pesar de su cercanía del continente africano se considera una isla asiática tanto por el país dependiente (Yemen), como porque la plataforma marítima es la de este continente.